# Iglesia de Nuestra Señora de Calatañazor (Soria)
La iglesia de Nuestra Señora de Calatañazor era una de las 35 parroquias con las que contaba la ciudad de Soria. Se abandonó en el siglo XVIII y desapareció en el siglo XIX.

## Historia
La Iglesia de Nuestra Señora de Calatañazor aparecía en el censo de Alfonso X elaborado en el año 1270. Otra de las parroquias en las que se agruparon gentes procedentes de un mismo lugar, en este caso de la enriscada villa. Como no podía ser menos, aquí celebraban sus juntas el linaje Calatañazor. Se hallaba bajando desde la calle de San Lorenzo al Postiguillo y Molino de Enmedio.
Quiso demolerse en el año 1662, lo que de momento no se consiguió por la intervención del Ayuntamiento. Dos años después se insta a su reparación tras lo cual debía volver la campana que se habías llevado a San Pedro, aunque parece ser que nada de ello se hizo. Su portada quiso trasladarse a la ermita de San Saturio, que se estaba construyendo a fines del siglo XVII, pero cuando se intentó desmontar, en 1699, se derrumbó completamente.
Todavía debió subsistir algunos años más, al menos desde un punto de vista administrativo, así en el archivo de la concatedral de conserva el Libro Carta de Cuenta de Santa María de Calatañazor que va de 1592 a 1744.

## Descripción
Era una pequeña iglesia, como casi todas las parroquias que aparecían en el censo de Alfonso X elaborado en 1270, de estilo románico. En el plano de Coello se reflejan sus ruinas, en un lugar donde aún hoy se conserva la calle que lleva el nombre de la vieja parroquia.